# Bagrat I Bagratuní
Bagrat o Bagarat I Bagratuní (? - Samarra, circa 860) va ser príncep d'Armènia, successor del seu pare Asoci IV Bagratuní. Son germà Simbaci VIII Bagratuní va rebre una part dels dominis paterns. Bagrat va rebre Taron, Khoith i Sassun (l'alta vall de l'Eufrates occidental) i Simbaci I va rebre els territoris de l'Araxes (Shirak, Archaruniq i altres) amb capital a Bagaran. Fins al 830 no va rebre el títol de príncep d'Armènia del Califa que hi van afegir a més el títol d'ixkhan dels ixkhans d'Armènia. Formava part de la dinastia dels Bagratuní.
L'any 837 els romans d'Orient van fer una expedició per Armènia. Van ocupar Zapetra, van assolar la regió de Melitene i d'allí van passar a la regió de Hanzith (país de Kharput), on van assetjar Arsamòsata (Shinshat, (en armeni Ashmushat) i d'allí cap a Palin (Baghin, prop de Meckert), Ingilena (al Degiq) i Khozan. Bagrat es va unir al contingent àrab i al dels Arzerunis que van rebutjar als romans d'Orient prop de Melitene. Una altra columna romana d'Orient havia anat cap a Karin (Erzurum), travessant el Bassèn i Asolik i va arribar fins al Vanand prop de Kars, però van ser rebutjats per Ishaq ben Ismail, emir de Tbilisi, en la batalla de Kadjkaqar, prop de Kars. Els romans d'Orient però, abans de marxar, van deixar instal·lat com a príncep de Sper (Ispir) a un protegit seu, Asoci Bagratuní fill de Xapuh Bagratuní (el germa d'Asoci IV Bagratuní), amb títol de cònsol. L'any 828 Bagrat, els Arzerunis i els àrabs van prendre represàlies i van entrar a territori de l'Imperi Romà d'Orient, saquejant Amòrion
L'any 841 va fer deposar el patriarca Joan IV d'Ova que es va retirar a un monestir; el patriarca va obtenir la protecció de Grigor Supan I de la Siunia Occidental, i aquest va aconseguir el suport de Simbaci VIII Bagratuní de Taron, que va reunir un sínode i va restablir a Joan.
Nerseh fill de Felip, de la Siunia Oriental va vèncer (postre l'any 821?) a Morgog al príncep d'Aghuània Varaz Terdat (de la dinastia Mihrakan) i després va vèncer també, el 828, a Esteve (fill de Varaz Terdat). La vídua de Varaz va casar a la seva filla Sprham a un príncep de Siunia de nom Aternerseh, de la Siunia Occidental, que va regnar després amb residència a Khatshen (sud de Bardaa) i era l'equivalent del gran ixkhan d'Aghuània. Al voltant d'aquestes dates, prop del 844, l'emir qaisita de Manazkert, Ablhert, va fer una expedició a Siunia Oriental. Al mateix any l'emir de Tbilisi Muhammad ben Khalid va implantar colons musulmans a Gandja abans poblada per armenis i aghuans.
El 849 el nou califa Al-Mutawakkil va enviar un exèrcit a Armènia sota el comandament del nou ostikan Abu Said Muhammad ben Marwazi. Aquest va exigir un fort tribut als nakharark armenis, que feia un temps que de fet no pagaven. L'emir qaisita de Manazkert, Ala al-Djahapi, ara sotmès al califa, es va encarregar de fer diverses operacions militars a Baspracània. Allà va saquejar els districtes de Albag i sud-est del llac Van i després va entrar a Baspracània i es va instal·lar a Ardjudj (Ardjesh), però el príncep Asoci Arzeruni el va sorprendre i el va derrotar completament. Bagrat I Bagratuní va fugir i es va refugiar a Berkri l'any 850. En aquesta victòria va destacar Gurguèn, fill d'Abulbedj Arzeruni, que tenia el feu de Mardastan. Un altre emir, Mussa ibn Zurara d'Arzèn va ser l'encarregat de recollir el tribut de Bagrat però aquest, amb ajut dels Arzerunis, va derrotar l'emir a Altzniq (850).
L'any 851 va morir el ostikan Abu Said i el califa va nomenar al seu fill Yusuf ben Abu Said ben Marwazi. Yusuf va entrar pel districte d'Albag i va acampar a Adamakert saquejant la regió, però la princesa Rhipsime Bagratuní li va oferir regals i li va assegurar la lleialtat dels Arzerunis (que al·legaven que només es queixaven dels alts impostos) i Yusuf va evacuar el país. Llavors es va instal·lar a Khelat on va fer cridar a Bagrat al que va indicar que el califa li volia donar el govern d'Armènia. Bagrat hi va anar i quan va ser a Khelat el van carregar de cadenes i el van enviar al Califa a Samarra. Llavors va sotmetre els habitants de Taron a tota classe de servituds fins al punt que molts van emigrar. A l'hivern del 852 el poble es va rebel·lar i va matar a la guarnició àrab de Taron. Yusuf, que era a Muş es va amagar a una església però va ser descobert i mort el mes de març de l'any 852. El govern va ser confiat al general Bogha al-Khabir (el vell). Bagrat va morir a l'exili a Samarra potser l'any 860.